# Horst Engel (Fußballspieler)
Horst Engel (* 25. November 1943) ist ein ehemaliger deutscher Fußballspieler. Als Aktiver des HSV Barmbek-Uhlenhorst und SC Concordia Hamburg hat er von 1963 bis 1974 in der damals zweitklassigen Fußball-Regionalliga Nord 323 Ligaspiele absolviert und ist damit Rekordspieler der Nordliga.

## Laufbahn
Horst Engel durchlief alle Jugendstationen bei Barmbek-Uhlenhorst. Zu Beginn seiner Seniorenzeit gewann die Nachwuchshoffnung mit dem Aufsteiger in der Saison 1962/63 die Meisterschaft in der Amateurliga Hamburg und holte sich als 19-Jähriger mit 28 Toren die Krone des Torschützenkönigs. Mit BU qualifizierte sich der junge Offensivspieler für die ab 1963/64 startende Fußball-Regionalliga Nord.
Von Beginn 1963 bis zum Ende 1974 gehörte er als Aktiver durchgehend der zweitklassigen Fußball-Regionalliga Nord an. Beim Starttag des damaligen Unterbaus der Fußball-Bundesliga, den 11. August 1963, stürmte der noch 19-Jährige als Mittelstürmer für die Blau-Gelben vom Wilhelm-Rupprecht-Platz. Beim 2:1-Heimerfolg gegen den SC Concordia Hamburg erzielte der junge Angreifer in der 35. Spielminute den zwischenzeitlichen 1:1-Ausgleichstreffer für BU. Am Rundenende stieg Barmbek aber in die Amateurliga ab und Engel schloss sich zur Runde 1964/65 den Rot-Schwarzen vom Stadion Marienthal, dem SC Concordia Hamburg an. Unter Trainer Martin Wilke belegte "Cordi" 1965 den neunten Rang und Engel gehörte der Stammformation an. Ab der Saison erlebte er die Derbys gegen seinen Heimatverein aus Barmbek, da BU 1966 die Rückkehr in die Regionalliga erreicht hatte. In dieser Runde rangierte Concordia auf dem 6. Platz und hatte auch beide Spiele (3:0/5:0) gegen BU gewonnen. Aber auch die Erfolge gegen St. Pauli (1:0) und den VfL Wolfsburg (2:1) trugen zu dem guten Abschneiden bei. Engel spielte jetzt oftmals als rechter Außenläufer. In seiner vierten Saison bei Concordia, 1967/68, reichte es mit 23:41 Punkten nur zu dem 13. Rang – beide Spiele gegen BU wurden verloren – und Engel schloss sich zur Runde 1968/69 wieder seinem Heimatverein an.
Dort war zwischenzeitlich, hauptsächlich forciert durch Ligaobmann und Mäzen Hermann Sanne, das Personal mit Erhard Schwerin, Willi Giesemann, Jürgen Wien, Werner Baumann, Horst Stolzenburg, Karl-Heinz Baumann und Manfred Fink kräftig aufgerüstet worden und mit Adolf Remy auch ein neuer Trainer im Amt. Der erhoffte Weg in die vordere Tabellenhälfte gelang aber mit dem 10. Rang nicht. Trotz der weiteren Neuzugänge Rolf Höfert, Jürgen Jaacks und Manfred Rabe konnte auch der neue Trainer „Edu“ Preuß in der Serie 1969/70 BU nicht nach vorne bringen. In den zwei Derbys gegen St. Pauli – 1:1 und 2:0-Sieg für BU – spielte Engel jeweils im Mittelfeld. Der Sprung in die Spitzengruppe wurde 1970/71 erreicht, nicht zuletzt durch die Offensivverstärkungen Jürgen Dudda, Klaus Fock, Horst Howing und den Routinier Ernst Kreuz. Beim 9:1-Heimerfolg gegen den SV Meppen am 28. Februar 1971 bildete Horst Engel mit Fock und Dudda den Angriff und erzielte drei Tore. Der VfL Osnabrück gewann mit 44:24 Punkten die Meisterschaft und BU musste sich mit 41:27 Punkten mit dem fünften Rang begnügen. Trotzdem kam zur Runde 1971/72 mit Reinhold Ertel ein neuer Trainer an die Steilshooper Straße. Engel und Kollegen mussten zwar den Abgang von Torjäger Fock zum KFC Beeringen verkraften, aber verbesserten trotzdem die Punktebilanz gegenüber dem Vorjahr. Mit 45:23 Punkten belegte BU den vierten Rang, punktgleich mit dem VfL Wolfsburg auf Platz drei. Das Heimspiel gegen den souveränen Meister FC St. Pauli hatten am 17. Oktober 1971 15.000 Zuschauer verfolgt. Engel stürmte dabei auf Rechtsaußen. Zum 2:0-Heimsieg am 21. November gegen Sperber Hamburg steuerte er beide Treffer bei. In den letzten zwei Runden der alten zweitklassigen Regionalliga, 1973 und 1974, belegten der Rekordspieler der Liga und seine Mannschaftskollegen jeweils den fünften Rang. Jetzt hatte er auch noch Helmut Sandmann und Gert Dörfel als Mitspieler auf dem Platz. Am 31. März 1974 trotzte BU dem Bundesligaabsteiger und klarem Meisterschaftsfavoriten Eintracht Braunschweig ein 1:1-Remis ab. Engel fungierte dabei im 4:4:2-System im Mittelfeld. Mit seinem Einsatz beim 38. Spieltag, den 5. Mai 1974, beim 0:0-Remis bei Bremerhaven 93, beendete Engel nach elf Runden und 323 Ligaeinsätzen das Kapitel Fußball-Regionalliga Nord. BU hatte sich zwar für die neu installierte 2. Fußball-Bundesliga zur Saison 1974/75 qualifiziert, der Rekordspieler der Regionalliga schloss sich aber zur Runde 1974/75 Vorwärts Billstedt in der Landesliga Hamburg an und beendete damit seine höherklassige Laufbahn als Vertragsspieler.